# Otto Freiherr von Brandenstein

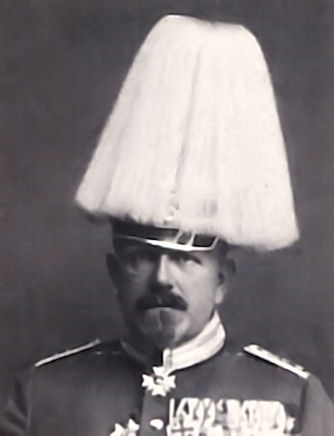

Otto Hans Karl August Freiherr von Brandenstein (* 21. Oktober 1865 in Hohenstein bei Friedland; † 8. Mai 1945 in Grambow) war ein deutscher Generalleutnant.

## Militärkarriere
Freiherr von Brandenstein trat 1885 in das 2. Großherzoglich Mecklenburgische Dragoner-Regiment Nr. 18 der Preußischen Armee in Parchim ein, erhielt 1900 die Ausbildung im Großen Generalstab und wurde 1913 zum Oberstleutnant befördert.
Im Ersten Weltkrieg diente er an der Westfront als Stabsoffizier unter den Generälen Gustav von Hollen und Eberhard von Claer. Auch führte er das Garde-Dragoner-Regiment (1. Großherzoglich Hessisches) Nr. 23. Oberst Brandenstein wurde 1918 Kommandeur des nach ihm benannten Detachements, das im Rahmen der deutschen Finnland-Intervention von Reval aus am 7. April im finnischen Loviisa landete. Die Brigade nahm mit 3000 Mann am Finnischen Bürgerkrieg an der Seite der finnischen Weißen teil. Nach der erfolgreichen Besetzung von Lahti am 19. April wurde die Einheit nach den zahlreichen Verlusten bei dieser Schlacht der Ostsee-Division unter General Rüdiger von der Goltz unterstellt.
Otto von Brandenstein erhielt am 15. Mai 1918 der Orden Pour le Mérite und wurde am 18. Oktober 1918 zum Generalmajor befördert. Nach Kriegsende verließ er im Februar 1919 die Armee.
Das Ehepaar von Brandenstein engagierte sich in der Christlich-deutschen Bewegung. Am Gedenktag der Schlacht bei Tannenberg, dem 27. August 1939, erhielt Brandenstein als Inhaber einer der höchsten Tapferkeitsauszeichnungen des Ersten Weltkriegs den Charakter als Generalleutnant.
Am 8. Mai 1945 wurde er mit der Sekretärin von sowjetischen Soldaten auf seinem Gut bei Grambow erschossen und danach auf dem Friedhof der Dorfkirche Unter Brüz beerdigt.

## Familie
Brandenstein entstammte der alten thüringischen Adelsfamilie von Brandenstein. Seine Eltern waren Werner Freiherr von Brandenstein (1826–1906) und dessen Ehefrau Minka, geborene von Arnim-Neuensund (1840–1919). Otto von Brandenstein war mit Elisabeth von Passow (1873–1959) verheiratet, Tochter der Margarethe Gräfin Bernstorff und des Kammerherrn August von Passow und Gutsherrn auf Grambow. Die Hochzeit fand 1896 in Grambow statt. Sein älterer Bruder, Joachim von Brandenstein, war 1924 bis 1926 Ministerpräsident von Mecklenburg-Schwerin. Ein weiterer seiner Brüder war Rudolf Freiherr von Brandenstein (1871–1957). Die Brüder wurden auf dem väterlichen Gut Hohenstein bei Friedland geboren.
Elisabeth und Otto von Brandenstein hatten die vier Töchter Ilse, Margarethe, Marie Martha und Irmgard, sowie den Sohn Werner, der als Hauptmann d. R 1944 im Krieg blieb.

## Schriften
- Das Garde-Dragoner-Regiment 1. Großherzoglich Hessisches Nr 23. 1914–1919. Wittich 1931.

## Einzelbelege
1. ↑  Gothaisches Genealogisches Taschenbuch der Freiherrlichen Häuser, 1922, S. 81
2. ↑  Jorman maailma. Finnisch.
3. ↑  Finnish Civil War 1918. International Encyclopedia of the First World War. (WW1).
4. ↑  Christoph Weiling: Die „Christlich-deutsche Bewegung“. Eine Studie zum konservativen Protestantismus in der Weimarer Republik. Verlag Vandenhoeck & Ruprecht, Göttingen 1998, ISBN 3-525-55728-0.

| Personendaten    | Personendaten                           |
| ---------------- | --------------------------------------- |
| NAME             | Brandenstein, Otto Freiherr von         |
| ALTERNATIVNAMEN  | Brandenstein, Otto Karl Hans August von |
| KURZBESCHREIBUNG | deutscher Generalleutnant               |
| GEBURTSDATUM     | 21. Oktober 1865                        |
| GEBURTSORT       | Hohenstein bei Friedland                |
| STERBEDATUM      | 8. Mai 1945                             |
| STERBEORT        | Grambow (Goldberg)                      |